# Юрген Елітім
Юрген Елітім (ісп. Juergen Elitim, нар. 13 липня 1999, Картахена) — колумбійський футболіст, півзахисник польського клубу «Легія».
Виступав також за низку колумбійських і закордонних клубів. Володар Кубка Польщі та Суперкубка Польщі.

## Ігрова кар'єра
Юрген Елітім народився 1999 року в місті Картахена. Розпочав займатися футболом у юнацькій команді футбольного клубу «Сіклонес», пізніше перейшов до юнацької команди клубу «Ітагуї Леонес». У 2016 році Елітім дебютував у головній команді клубу «Ітагуї Леонес», зігравши у 2 матчах чемпіонату. У 2017 році футболіст перебрався до іспанського клубу «Гранада», проте грав у ньому виключно за другу команду, і в 2018 році керівництво клубу віддало колумбійця в оренду до іншого іспанського клубу «Марбелья».
У 2019 році Елітім уклав контракт із англійським клубом «Вотфорд», проте в основному складі команди так і не зіграв, і з 2019 до 2023 рік грав у оренді в іспанських клубах «Марбелья», «Понферрадіна», «Депортіво» та «Расінг».
З 2023 року Юрген Елітім грає у складі польського клубу «Легія». У складі команди колумбійський футболіст у 2023 році став володарем Суперкубка Польщі, а в сезоні 2024—2025 років став володарем Кубка Польщі.

## Особисте життя
Юрген Елітім з боку батька має змішане турецько-ліванське походження. Своє ім'я отримав на честь німецького футболіста Юргена Клінсманна.

## Титули і досягнення
- Володар Кубка Польщі (1):

«Легія»: 2024–2025
- Володар Суперкубка Польщі (2):

«Легія»: 2023, 2025